# Liparis listeroides
Liparis listeroides är en orkidéart som beskrevs av Rudolf Schlechter. Liparis listeroides ingår i släktet gulyxnen, och familjen orkidéer.
Artens utbredningsområde är Madagaskar. Inga underarter finns listade i Catalogue of Life.